# آلتونا میدوز (ویکتوریا)
آلتونا میدوز (به انگلیسی: Altona Meadows) یک حومه شهر در استرالیا است که در City of Hobsons Bay واقع شده‌است.